# لو یونشیو
لو یونشیو (انگلیسی: Lu Yunxiu؛ زادهٔ ۱۰ ژانویهٔ ۱۹۹۶) قایقران قایق بادبانی اهل چین است.